# Jeanne Young
Pour les articles homonymes, voir Young.
Sarah Jeanne Young née Forster (1er juillet 1866 – 11 avril 1955) est une femme politique et féministe australienne. 

## Jeunesse
Sarah Jeanne Forster naît le 1er juillet 1866 à Unley (Adélaïde). Elle est la huitième fille de John Forster, un forgeron, et de Sarah Jane, née Jarvis. Elle est éduquée à la maison et devient gouvernante et professeure de piano. Elle perd la vue d'un œil dans un accident de calèche. En 1889, elle épouse un journaliste, Alfred Howard Young, avec qui elle aura quatre enfants.

## Activisme
En 1897, Young est nommée secrétaire de l'Effective Voting League et donne des conférences. 
En 1900, elle fait campagne sans succès avec Catherine Helen Spence, qu'elle considère comme son mentor, et Rose Scott à Sydney pour que le scrutin proportionnel soit utilisé lors des élections fédérales. Young complète et publie l'autobiographie inachevée de Spence en 1910, après sa mort. Elle devient un membre influent du Memorial Spence et des comités de la bourse Catherine Helen Spence. En 1909, elle est un des membres fondateurs de la South Australia's Women's Non-Party Association.
Pendant la Première Guerre mondiale, Young rejoint les comités de la Croix-Rouge australienne, du Fonds pour les soldats d'Australie du Sud et du Wattle Day League et écrit pour le Register. En 1916, elle devient la première femme nommée au conseil d'administration de la Public Library, Museum and Art Gallery.  Elle quitte son époux en 1917. Elle devient juge de paix la même année et secrétaire de la Women's Representation League en 1918.
En 1928, Young est pratiquement aveugle. Elle retourne vers son mari avec lequel elle passe huit mois en Suisse pour tenter de se soigner. Il meurt en 1936. 
Elle devient vice-présidente de la Writers' Fellowship of South Australia et écrit deux romans qui ne seront pas publiés. Elle  est nommée présidente de l'Association des femmes démocrates en 1937 et faite Officier de l'ordre de l'Empire britannique en 1938.
Young publie Proportional Representation in a Nutshell en 1945. 
Elle meurt à Rose Park (Australie-Méridionale) le 11 avril 1955.